# Fajerwerki próżności
Fajerwerki próżności – amerykańska adaptacja filmowa powieści Toma Wolfe’a pt.  „The Bonfire of the Vanities” .

## Obsada
- Tom Hanks - Sherman McCoy
- Bruce Willis - Peter Fallow
- Melanie Griffith - Maria Ruskin
- Kim Cattrall - Judy McCoy
- Saul Rubinek - Jed Kramer
- Morgan Freeman - Sędzia Leonard White
- John Hancock - Reverend Bacon
- Kevin Dunn - Tom Killian
- Clifton James - Albert Fox
- Louis Giambalvo - Ray Andruitti
- Barton Heyman - Detective Martin
- Norman Parker - Detective Goldberg
- Donald Moffat - Mr McCoy
- Alan King - Arthur Ruskin
- Beth Broderick - Caroline Heftshank
- Kurt Fuller - Pollard Browning
- Adam LeFevre - Rawlie Thorpe
- Richard Libertini - Ed Rifkin
- Kirsten Dunst - Campbell McCoy
- Geraldo Rivera - Robert Corso